# Наполес, Кристиан
Кристиан Атанай Наполес (исп. Cristian Atanay Nápoles; род. 27 ноября 1998, Марьянао) — кубинский легкоатлет, который специализируется в тройном прыжке, бронзовый призёр чемпионата мира 2023 года. Участник летних Олимпийских игр 2020 года.

## Карьера
В 2015 году на юношеском чемпионате мира в Колумбии с результатом 16,13 метров кубинец стал чемпионом. В 2017 году дебютировал на взрослом чемпионате мира в Лондоне, где занял высокое четвёртое место в прыжком на 17 м 16 см.
На чемпионате мира 2019 года, в столице Катара, Наполес вновь вышел в финал и с результатом 17 метров 38 см стал пятым.
На летних Олимпийских играх 2020 года в Японии Кристиан отобрался в состав участников и по результатам соревнований стал 10-м с результатом 16,63 м.
В 2023 году на чемпионате мира в Будапеште Наполес занял третье место в тройном прыжке с результатом 17,40 м и личным рекордом.

## Основные результаты
| Год  | Соревнование   | Место проведения  | Место | Результат |
| ---- | -------------- | ----------------- | ----- | --------- |
| 2023 | Чемпионат мира | Будапешт, Венгрия | 3     | 17,40 м   |